# Hentigebergte
Het Hentigebergte (Mongools: Хэнтий нуруу, Henti Nuruu; Russisch Хэнтэйский хребет, Chentejski chrebet) is een bergketen in de ajmguud Töv en Henti in het noorden van Mongolië en Kraj Transbaikal in Rusland.
Het gebergte bereikt een hoogte van 2.800 meter. Een deel van het gebergte in Mongolië vormt het Han Henti-natuurreservaat. Daar bevindt zich de heilige berg Burhan Haldun, de omgeving waarvan wordt beschouwd als de geboortegrond van Dzjengis Khan. Hij zou hier ook begraven zijn, maar zijn graf is tot nu toe nog niet gevonden.
In het Russische deel is het gebied rond de 2.505 m hoge berg Sochondo, Biosfeerreservaat Sochondinski, onder bescherming geplaatst.
Het Hentigebergte vormt de waterscheiding tussen de Noordelijke IJszee (via het Baikalmeer) en de Grote Oceaan. In het gebergte ontspringen de rivieren Onon, Cherlen, Tuul, Ingoda en Mensa.

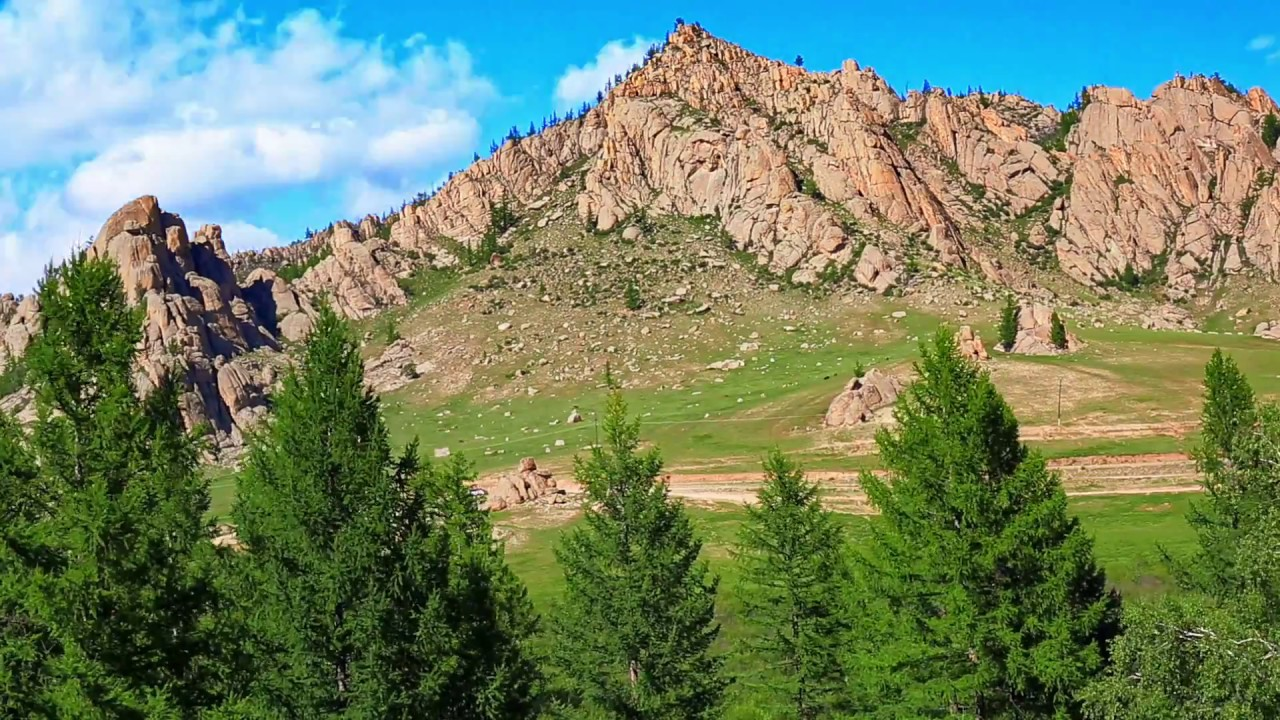
Hentigebergte